# Дехристиянізація (Французька революція)

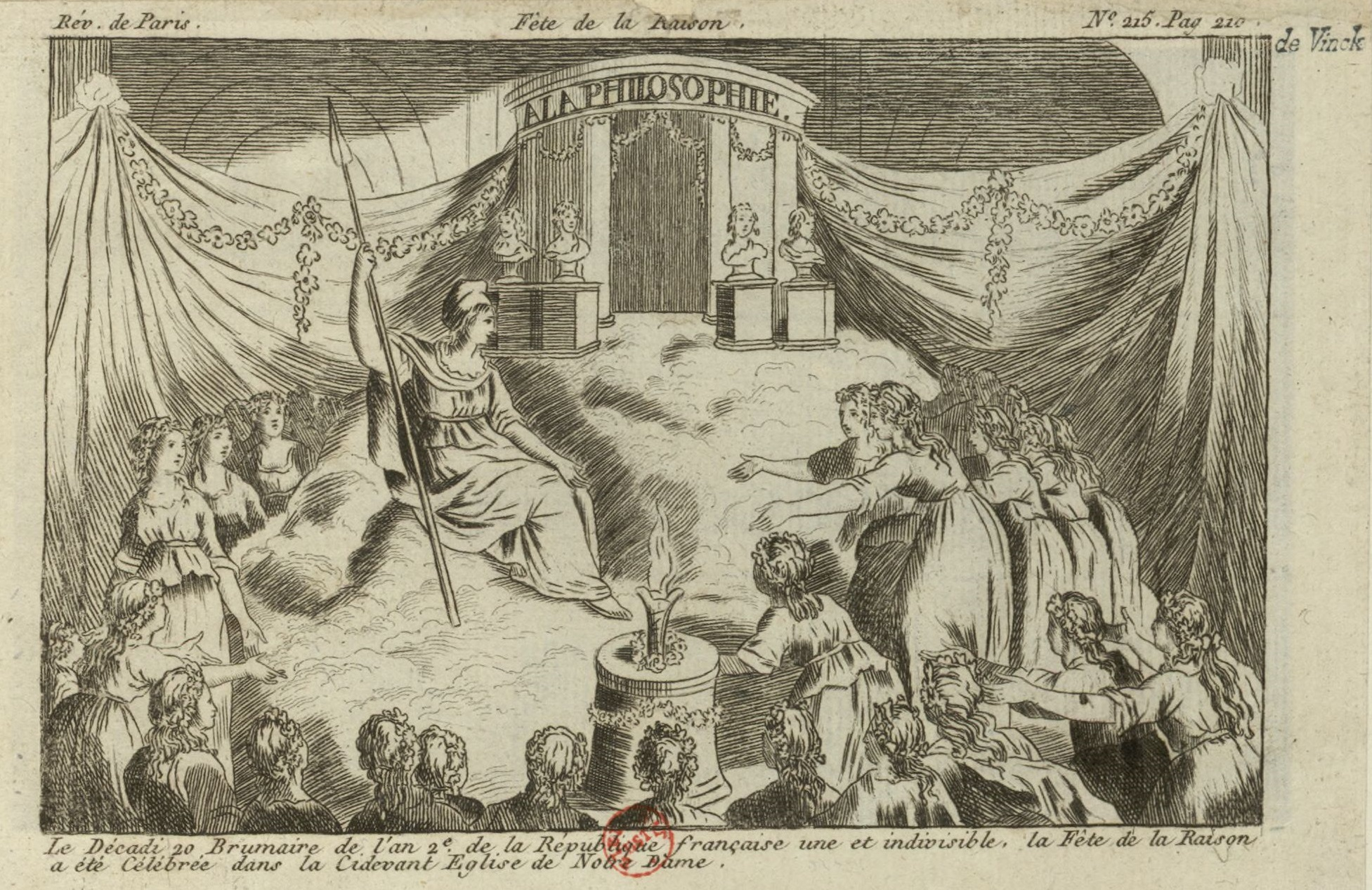
Святкування Культу Розуму в Соборі Паризької Богоматері 1793

Дехристиянізація — політичний курс (1789—1801), взятий діячами французької революції на позбавлення церкви монополії в різних сферах життя людей, її відокремлення від державних справ та спроба замінити християнство, як панівну релігію, спочатку, на атеїстичний Культ Розуму , а пізніше на деїстичний Культ Верховного Створіння. Наслідками такої політики можна вважати наступне: закриття, знесення або переоблаштування церков, знищення церковних цінностей, введення замість грегоріанського календаря нового республіканського, зміна церковного устрою, переслідування священнослужителів та їх примус до складання присяги перед Республікою, заміна церковних назв та свят на світські та заборона церковної служби. Найбільшими активістами та прихильниками Дехристиянізація були Максиміліан Робесп'єр, Жозеф Фуше, П'єр Гаспар Шомет та Жак Ебер. Предтечією такої політики можна вважати рух за свободу віросповідань, яка 1789 року була гарантована 10 статтею Декларації прав людини і громадянина (фр. Déclaration des Droits de l'Homme et du Citoyen), а також рух за секуляризацію, що потім зрадикалізувавшись переріс в переслідування церкви. Кінець політики дехристиянізації настав з підписанням 1801 року нового договору між Папою та Наполеоном. Цей договір замінив Болонський конкордат, підписаний ще Франциском I 1516, і фактично розірваний в односторонньому порядку 1790.

## Хронологія подій

Карта, що показує розподіл кількості священиків, які склали присягу станом на 1791. Найтемніші регіони — найчисельніші.

Починаючи з 1789, з огляду на економічний стан Франції, постає питання про дефіцит бюджету країни. І 10 жовтня 1789 один з представників духівництва Шарль Моріс де Талейран (унікальний приклад того, як можна бути успішним до революції, під час та після неї) депутат Національних установчих зборів від духовенства, єпископ Отенський виступає з пропозицією вирішити проблему шляхом націоналізації церковного майна.
|  | Духовенство не є власником таким якими є інші власники майна, адже майно яким вона володіє і яким не може розпоряджатись було надано не задля користі певних осіб, а для надання послуг. |

,- як заявляє Талейран.
Частина духівництва вважає такі пропозиції Талейрана зрадницькими, але Національні збори підтримують пропозицію, і 2 листопада 1789 голосують за передачу церковного майна народу.
Після прийняття постанови про націоналізацію церковного майна та розпуск чернечих орденів (13 лютого 1789), постає питання про реорганізацію церкви, урегулювання її відносин з державою та запровадження виплат на утримання церкви, що раніше покривалось десятиною (скасованою 1789 року). Для цього в 1790 році приймається постанова, розроблена духовною комісією про Цивільний устрій духовенства. Через політичний тиск та після довгих вагань Людовік XVI 24 серпня 1790 підтримує новий закон, але потім неодноразово його ж засуджує.
Згідно з цим документом: зменшувалась кількість діоцезій, представники духівництва обирались народом, затвердження Папи ставало необов'язковим, а також запроваджувались виплати представникам духівництва. Але найбільш суперечною частиною нового документу став пункт про принесення присяги новому устрою духовенством, текст якої звучав так:
"Я присягаю піклуватись про віруючих свого приходу (діоцезії), які доручили мені бути відданим народу, Закону та королю і дотримуватись Закону, прийнятого Національною Асамблеєю та ухваленою Королем."
10 березня 1791 папа Пій VI засуджує документ про новий устрій духівництва, і закликає священиків не складати присяги, а тих, що вже склав відректися від неї. Внаслідок цього між священнослужителями Франції відбувається розкол на тих, хто дав присягу Цивільному устрою духовенства, і на тих що ні.
29 листопада 1791 Національні установчі збори приймають рішення, за яким протягом 8 днів священики мають скласти присягу,  інакше вони будуть позбавленні зарплати та взяті під постійний нагляд. А вже 27 травня 1792 приймається декрет про депортацію священиків, які не склали присяги. Людовік XVI накладає вето на даний документ. Після цих подій священики, що не визнали нового церковного устрою йдуть в підпілля, в ліси або, в випадку Бретані, в море. Деякі з них погоджуються на депортацію в інші країни, частина також утримується в в'язницях. Особливо жорстоких переслідувань зазнають священики після бунту в Вандеї 1793, що зокрема мав і релігійне підґрунтя, і в 1793-1794 роках  велика кількість священиків загине в Рошфорській гавані на палубах плавучих в'язниць та під час Масових утоплень вандейських бунтівників у Нанті (Les noyades à Nantes), коли людей садили в навантажену баржу, яка йшла на дно, а вранці піднімали баржу і процес повторювався знову (за словами історика Нормана Дейвіса, таким чином французи придумали систему камер смерті багаторазового використання, схожу на ту, що потім застосовували німці).
Вирішивши остаточно позбавитись впливу церкви на повсякденне життя 20 вересня 1792 члени Національної асамблеї передають повноваження з реєстрації народження, шлюбу та смерті муніципальній владі, а також визнають право на розлучення. А 5 жовтня 1793 (14 вандем'єра II року республіки) Франція пориває з традиційним християнським літочисленням та вступає в нову еру, "еру Французів", після ухвалення революційного календаря. За новим календарем, тиждень мав десять днів, а за початок літочислення замість народження Христа слугувала дата 22 вересня (день осіннього рівнодення) 1792 року. Крім того змінюються власні імена (дітей починають називати не на честь святих, а іменами рослин або іменами пов'язаними з Французькою революцією, як от Liberte (фр. свобода, Vertu (фр. чеснота) ...) та географічні назви (так Мон Сен-Мішель стає Мон-Ліберте, а Сен-Назер - Порт Назер, і таке інше)
З пригнобленням християнства зростає вплив атеїстичного культу Розуму, основоположниками якого були Жак Ебер, Шоме та Фуше. Культ розуму дуже часто супроводжувався показовими виставами, маскарадами, глумуванням над церквою та священиками. Одним з прикладів такого глузування стало відречення від своїх священних обов'язків Гобеля, архієпископа паризького, коли він, одягнений в революційну бонетку з митрою у руці, у супроводі Шоме в залі Конвенту заявив, що робить це з поваги до побажань народу. А 10 листопада 1793 в Соборі Паризької Богоматері пройшло свято Культу Розуму, під час якого на вівтар була посаджена Софія Моморо, уособлення Богині Розуму. Популярність Культу Розуму була недовгою, бо він йшов врозріз з  іншим культом, пропагованим Робесп'єром, Культом Верховного створіння. І в березні 1794 року керівників Культу Розуму було гільйотовано.
7 травня 1794 (18 флореаля II року республіки) Робесп'єр на основі республіканського календаря запроваджує нові свята. Серед них такі, як: Свято дружби, Свято людського роду, Свято республіки, Свято героїзму, Свято материнської любові ..., по одному святу на кожен 10-й день (decadis) року, крім цих свят кожного року відзначають 14 липня 1789 (День взяття Бастилії), 10 серпня 1792 (День повалення монархії та створення Національного Конвенту), 21 січня 1793 (День страти Людовіка XVI), 31 травня 1793 (День повалення жирондистів). А наступний 20-й преріаль (8 червня) Робесп'єр оголошує святом Верховного створіння.
Тож 8 червня 1794 відбувається зрежисоване Давідом помпезне дійство на честь Вищого створіння. Юрби людей та депутати на чолі з Робесп'єром здійснюють пішу ходу від Тюїльрі до Марсового поля. Культ Верховного Створіння так само, як і Культ Розуму відзначався помпезністю, та маскарадністю, але на відміну від останнього не був атеїстичним, і в той час як Фуше заповідав писати на входах до кладовища, що "Смерть - це вічний сон" (фр. La mort est un sommeil éternel, то на входах до храмів Культу Верховного Створіння було написано: "Французький народ визнає існування Верховного створіння та вічне життя душі". Звісно популярність і цього культу була недовгою, і дуже сильно постраждала після смерті Робеспєра на гільйотині  28 липня 1794.
Зважаючи на непопулярність політики дехристиянізації, що стала причиною Вандейського бунту, Повстання шуанів та інших повстань, 21 лютого 1795 приймається компромісне рішення про відновлення служб в церквах. Але таке послаблення було скоріше винятком в політиці Директорії, бо вже 11 квітня 1796 року приймається закон про заборону використання церковних дзвонів та громадських зібрань для релігійної служби. Особливо великого розмаху набули переслідування після перевороту 18 фруктидора (3 вересня 1797), коли 3 з 5 членів Директорії здійснили спробу усунути від влади двох Директорів та деяких членів палат, що виказували роялістські та процерковні погляди. Внаслідок цього ворогів  Директорії, серед яких були також і священики, депортували до  Французької Гвіани.
І лише після приходи до влади Наполеона Бонапарта, внаслідок перевороту 18 брюмера (9 листопада) 1799 року та підписання між ним та Папою Конкордату 1801 року можна казати про закінчення політики дехристиянізації. Згідно з Конкордатом, підписаним 15 липня 1801 року (26 месідора IX року Республіки) Католицька церква відновлювала службу на території Франції, а католицизм визнавався релігією більшості французів.

## Вандалізм
.

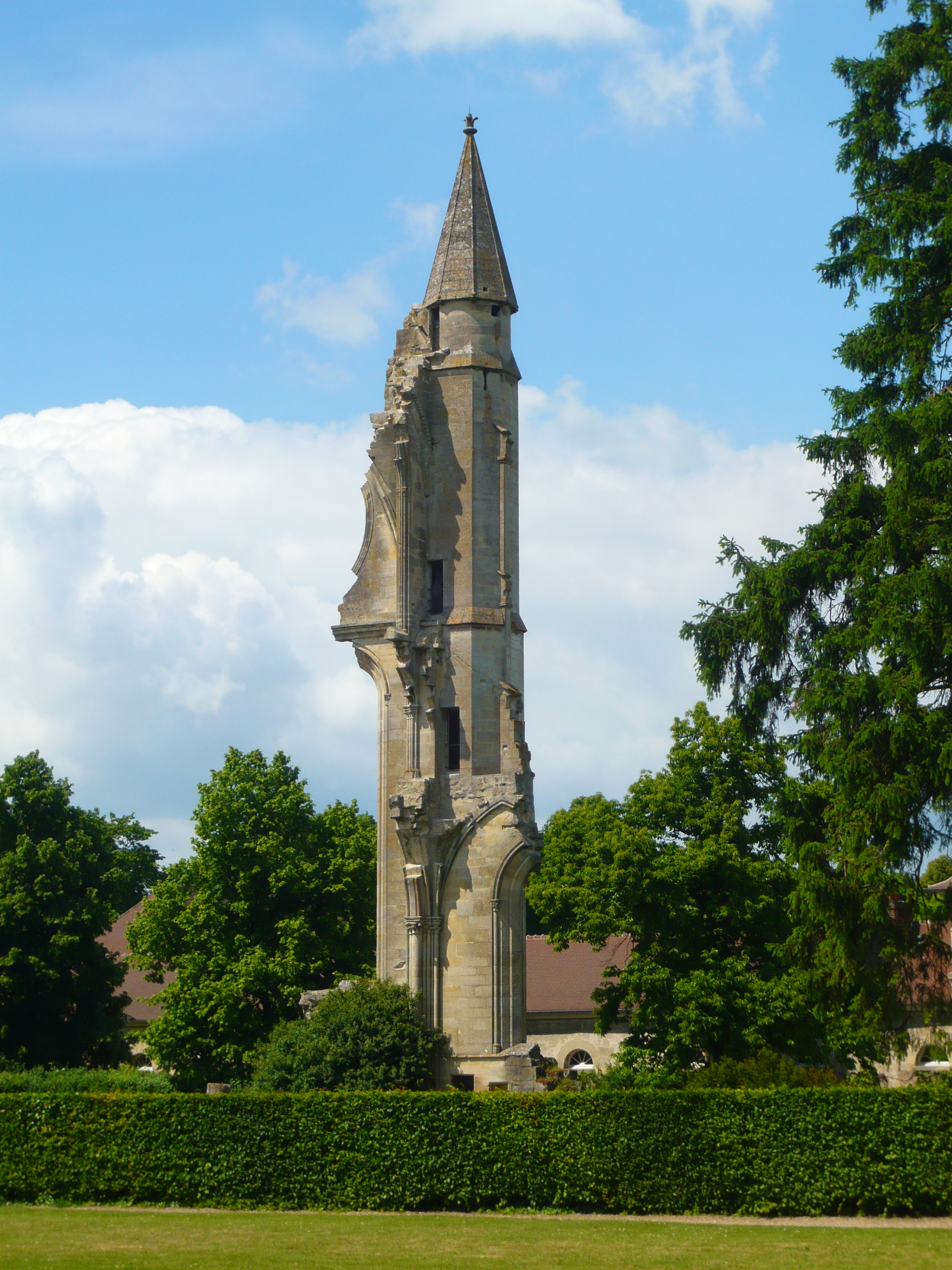
Вежа, що вказує на місце, де закінчувався трансепт церкви абатства Ройомон зруйнованої 1792.

Розорення могил абатства Сен-Дені, Гюбер Робер, масло, Музей Карнавале, Париж

Наслідком вже згаданої постанови про націоналізацію церковного майна (1789) став продаж церковних будівель, які пізніше були частково або повністю зруйновані, зокрема задля отримання будівельного матеріалу. Щось подібне відбулось на декілька століть раніше в Англії, коли з прийняттям англіканства, церковне майно перейшло під урядування Корони, і деякі абатства були продані та розібрані на каміння.
Прикладом такої руйнації під час французької революції може послужити нині неіснуюча церква Сен-Жак-ля-Бушер, що знаходилась в IV окрузі Парижа неподалік від Отель-де-Віль. 1793 року ця готична церква 16 століття була розібрана на будівельне каміння, збереглась лише її вежа.
Багатьом церквам вдалось уникнути руйнування завдяки зміні їх призначення: деякі церкви стали використовуватись як місце зібрань прихильників нових культів, так Собор Паризької Богоматері , починаючи з 1793 року, було перетворено на собор Культу Розуму; деякі були переоблаштовані під складові приміщення або фабрики; інші як-от церква Сен-Мартен-де-Шан стала будівлею Музею мистецтв і ремесел (Париж), а Собор святої Женев'єви став Пантеоном, некрополем для видатних особистостей Франції.
Але знищували не тільки церкви.
Постанова від 23 жовтня 1793 (2 брюмера II року республіки)  Паризької комуни:
«Збори вважають своїм обов'язком знищити усі пам'ятки, що наштовхують на релігійні пересуди та виявляють мерзенну пам'ять монархії.»
Ця постанова спричинила до знищення різних релігійних культурних цінностей. Різні реліквії виготовленні з срібла переплавляли на монети, а ті що були з бронзи, як-от різні статуї та дзвони - на гарматні ядра та зброю. Одна з найважливіших католицьких реліквій Франції Свята ампула (фр. SainteAmpoule), всередині якої зберігалась священна олія, що використовувалась для хрещення Хлодвіга, була публічно розбита 7 жовтня 1793 року на головній площі міста Реймс,а металічне оздоблення, в якому вона зберігалась, було пізніше переплавлене. Те що не підлягало переплавленню просто знищувалось. Так, наприклад, ансамбль статуй, так звана, Галерея королів (фр. La galerie des rois
була обезголовлена 1793 року санкюлотами, які вважали, що там зображені королі Франції, насправді ці статуї представляли юдейських правителів до Ісуса Христа.

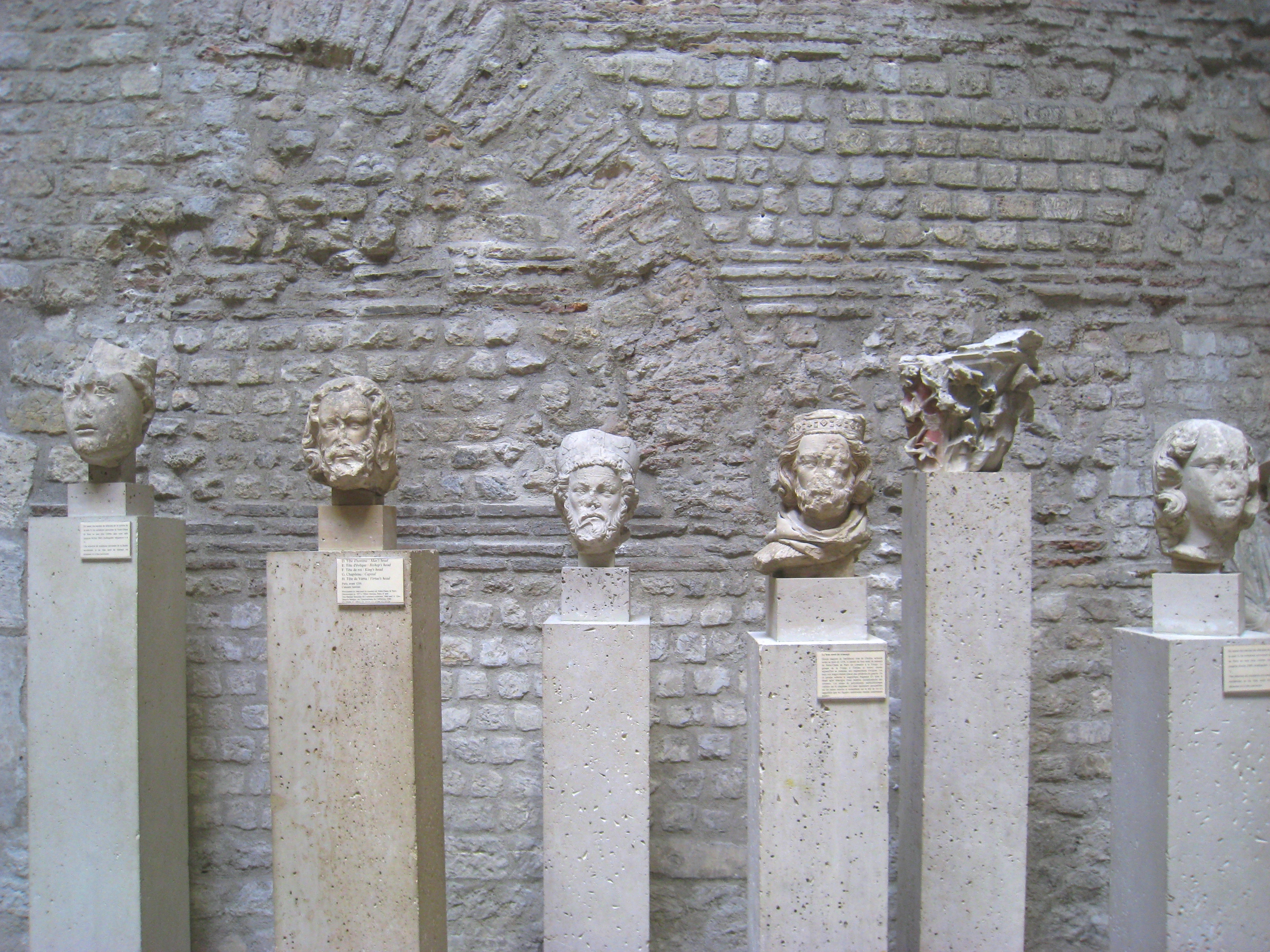
Голови статуй Галереї королів Собору Паризької Богоматері знайдені 1977, Музей Клюні, Париж.

Рішення Національної Асамблеї підтримати пропозицію Бертрана Барера 31 липня 1793:
«Комітет з громадського порятунку вирішив, що з нагоди святкування повстання 10 серпня, коли було розгромлено трон, треба знищити помпезні мавзолеї абатства Сен-Дені.»
Починаючи з серпня 1793 року почалось масове розорення могил абатства.
Певні витвори церковного мистецтва, ті яким муніципальна влада приписувала художню та культурну цінність, зокрема й деякі могили з абатства Сен-Дені були збережені Александром Ленуаром, який після прийняття постанови про націоналізацію церковного майна був призначений охороняти культурні та історичні монументи, що передавались на збереження в нинішню будівлю Школи красних мистецтв у Парижі.
З закінченням політики дехристиянізації у 1801 році, руйнування церков не припинилось, бо церковна власність, яка була націоналізована, не була повернута церкві. Згідно зі статтею 13 Конкордату 1801, Церква погодилась не вимагати повернення церковної власності від приватних осіб, що придбали її під час революції. Тож ті будівлі, які були куплені, але не були досі зруйновані, були знищені пізніше.